# 圣塞巴斯蒂昂-杜帕塞
圣塞巴斯蒂昂-杜帕塞是巴西巴伊亚州的一个市镇。总面积549.425平方公里，总人口41758人，人口密度76人/平方公里。